# Lacková
Lacková (deutsch Latzenseifen, ungarisch Lackvágása – bis 1907 Lackova) ist eine Gemeinde im Nordosten der Slowakei mit 164 Einwohnern (Stand 31. Dezember 2024), die zum Okres Stará Ľubovňa, einem Teil des Prešovský kraj, gehört und zur traditionellen Landschaft Zips gezählt wird.

## Geographie
Die Gemeinde befindet sich am Osthang der Zipser Magura, unweit des Flusses Poprad. Das Ortszentrum liegt auf einer Höhe von 576 m n.m. und ist achteinhalb Kilometer von Stará Ľubovňa entfernt.
Nachbargemeinden sind Kamienka im Norden und Nordosten, Hniezdne im Osten, Forbasy und Nižné Ružbachy im Süden sowie Vyšné Ružbachy im Westen.

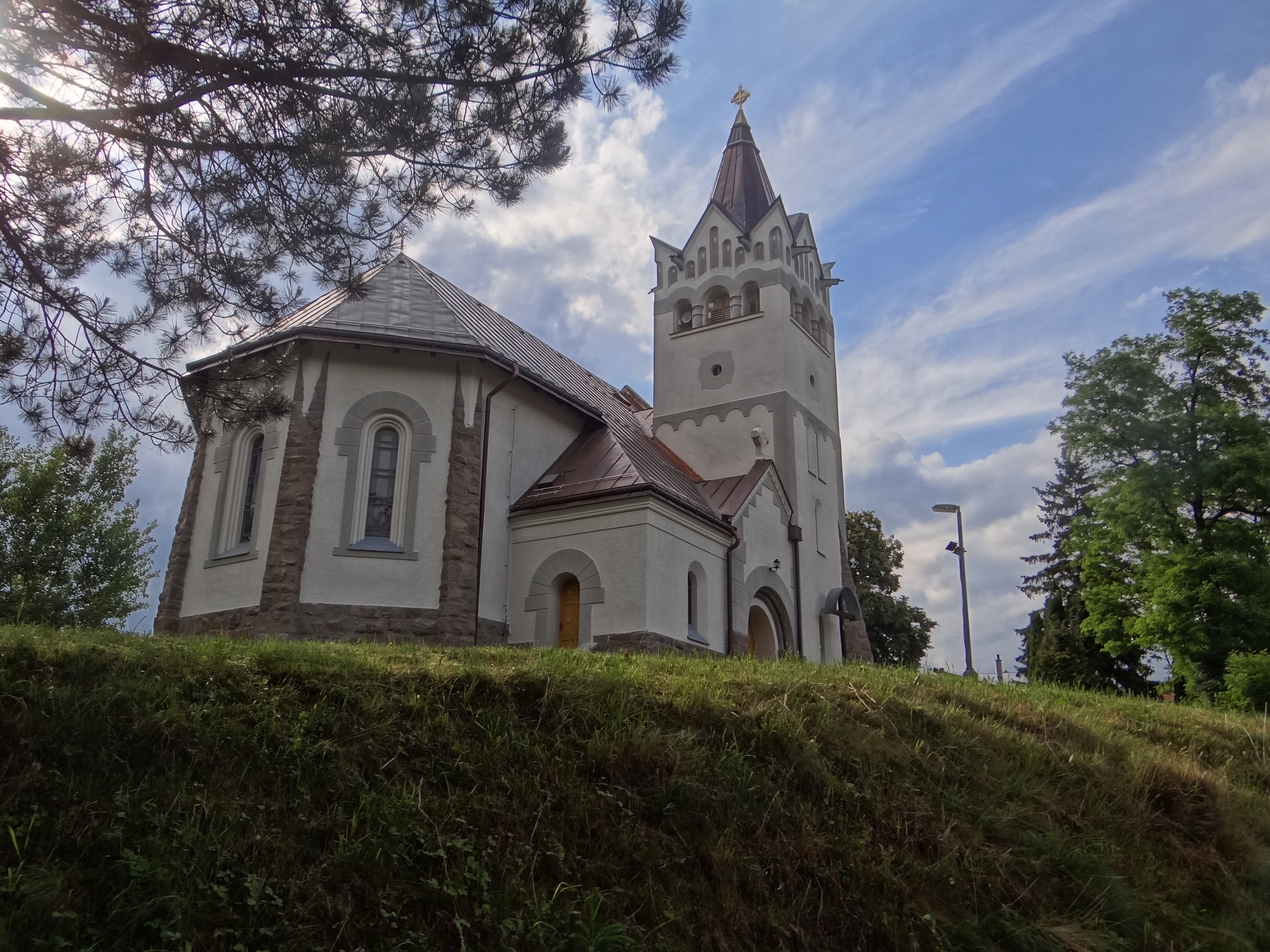
Kirche Svatého Ducha

## Geschichte
Der Ort wurde zum ersten Mal 1408 als Laczenhaw beziehungsweise Laczenseif als Teil des Herrschaftsguts der Stadt Pudlein schriftlich erwähnt. Von 1412 bis 1772 war Lacková vom Königreich Ungarn an Polen verpfändet. Im 16. Jahrhundert war das Dorf verwüstet und wurde 1562–63 durch neun Freibauern neu besiedelt. 1828 zählte man 45 Häuser und 337 Einwohner, die vorwiegend als Landwirte beschäftigt waren.
Bis 1918 gehörte der im Komitat Zips liegende Ort zum Königreich Ungarn und kam danach zur Tschechoslowakei beziehungsweise heute Slowakei.

## Bevölkerung
| Jahr                | 1994 | 2004    | 2014    | 2024    |
| ------------------- | ---- | ------- | ------- | ------- |
| Anzahl der Personen | 175  | 172     | 167     | 164     |
| Unterschied         |      | −1,71 % | −2,90 % | −1,79 % |

| Jahr                | 2023 | 2024    |
| ------------------- | ---- | ------- |
| Anzahl der Personen | 158  | 164     |
| Unterschied         |      | +3,79 % |

Gemäß der Volkszählung 2011 wohnten in Lacková 160 Einwohner, alle davon Slowaken.
153 Einwohner bekannten sich zur römisch-katholischen Kirche, drei Einwohner zu den Zeugen Jehovas und ein Einwohner zur griechisch-katholischen Kirche. Bei drei Einwohnern wurde die Konfession nicht ermittelt.

## Bauwerke
- römisch-katholische Herz-Jesu-Kirche im neoromanischen Stil aus dem Jahr 1908